# Za Górą (Gbiska)
Za Górą – część wsi Gbiska w Polsce, położona w województwie podkarpackim, w powiecie strzyżowskim, w gminie Strzyżów. 
W latach 1975–1998 Za Górą administracyjnie należało do województwa rzeszowskiego.